# Rise of the Phoenix
Rise of the Phoenix è il settimo album in studio del gruppo melodic death metal finlandese Before the Dawn, pubblicato il 27 aprile 2012.

## Tracce
Testi e musiche di Tuomas Saukkonen.
1. Exordium – 1:27
2. Pitch-Black Universe – 4:43
3. Phoenix Rising – 4:42
4. Cross to Bear – 3:29
5. Throne of Ice – 6:31
6. Perfect Storm – 4:42
7. Fallen World – 4:22
8. Eclipse – 5:39
9. Closure – 3:44
10. Unbreakable (versione 2012) – 3:17
11. Deliverance – 3:26
12. Reflection (BTD demo 1999) – 5:22

## Formazione
- Tuomas Saukkonen - voce, chitarra ritmica, tastiera
- Pyry Hanski - basso
- Joonas Kauppinen - batteria
- Juho Räihä - chitarra solista